# Бергенте (Лоди)
Бергенте је насеље у Италији у округу Лоди, региону Ломбардија.
Према процени из 2011. у насељу је живело 15 становника. Насеље се налази на надморској висини од 48 м.